# Thunders Cafe
Thunders Cafe（さんだーずかふぇ）は、広島FMで毎週木曜日の18：35-18:50まで放送されているラジオ番組。

## 概要
「We Love Thunders!」として2007年10月スタート。2009年1月からは20：00-21：00までの1時間放送だった。2010年4月に現番組名に変更した。
タイトル通り、VプレミアリーグのJTサンダーズの話題を伝える番組である。毎週現役選手を招いてトーク形式で番組が進められる。(録音の時もある)

## 放送時間
毎週木曜日 18：35-18:50

## DJ
- 森本記子（2010年4月 - ）
- 庄司悟（ - 2010年3月）